# XIXe gouvernement de la République (Espagne)
Seconde République espagnole
Azaña V Casares Quiroga
Le XIXe gouvernement de la République (XIXe Gobierno de la Republica) est le gouvernement de la République espagnole en fonction le 10 mai 1936 au 13 mai 1936. Il assure l'intérim à la suite de l'élection à la présidence de la République de Manuel Azaña.

## Composition
| Portefeuille                                           | Titulaires | Titulaires                    | Parti |
| ------------------------------------------------------ | ---------- | ----------------------------- | ----- |
| Président du Conseil Ministre d'État                   |            | Augusto Barcia Trelles        | IR    |
| Ministre de l'Économie et des Finances                 |            | Gabriel Franco                | IR    |
| Ministre de la Guerre                                  |            | Carlos Masquelet              | sans  |
| Ministre de la Justice                                 |            | Antonio Lara Zárate           | UR    |
| Ministre du Gouvernement et des Travaux publics        |            | Santiago Casares Quiroga      | IR    |
| Ministre de la Marine                                  |            | José Giral                    | IR    |
| Ministre de l'Industrie et du Commerce                 |            | Plácido Álvarez-Buylla Lozana | sans  |
| Ministre de l'Instruction Publique et des Beaux-arts   |            | Marcelino Domingo             | IR    |
| Ministre du Travail,de la Santé et du Bien-être social |            | Enrique Ramos Ramos           | IR    |
| Ministre de l'Agriculture                              |            | Mariano Ruiz-Funes            | IR    |
| Ministre des Communications et de la Marine Marchande  |            | Bernardo Giner de los Ríos    | UR    |